# Henri-Jacques de Croes
Pour les articles homonymes, voir de Croes.
Henri-Jacques de Croes, baptisé à Anvers le 19 septembre 1705 et mort à Bruxelles le 16 août 1786, est un compositeur flamand de musique baroque,.

## Biographie
Fils d'Henri de Croes et d'Anne Marguerite Hallandus, Henri-Jacques De Croes est baptisé à Anvers dans les Pays-Bas espagnols le 19 septembre 1705. Il fut l'élève de Josephus Guilelmus Soussé. En 1723, Henri-Jacques De Croes devient premier violon à l'église Saint-Jacques d'Anvers,, avant d'en devenir vice-maître de chapelle.
En 1729, il entre à Francfort au service de la Maison de Tour et Taxis, une famille qui avait obtenu le monopole des services postaux et de messagerie dans le Saint-Empire romain germanique et les territoires des Habsbourg, et qui avait des résidences à Bruxelles, Francfort et Ratisbonne,.
De Croes revient en 1744 à Bruxelles (alors intégrée dans les Pays-Bas autrichiens) comme konzertmeister (premier violon) de la chapelle de Charles Alexandre de Lorraine, avant d'en devenir le maître de chapelle en 1746,,,,.
En 1776, son fils Henri-Joseph de Croes entre à l'âge de dix-huit ans au service de la Maison de Tour et Taxis, avec laquelle son père était resté en bons termes. Il est engagé dans l'orchestre de la famille princière à Ratisbonne par Charles-Anselme de Tour et Taxis (1733-1805) et, le 15 janvier 1777, il épouse dans cette ville la célèbre prima donna Maria Augusta Houdier. Le coût de ce mariage somptueux met à mal les finances de son père Henri-Jacques et le force à vendre en mai 1779 36 messes, 69 motets, 28 symphonies et 32 sonates à Charles-Alexandre de Lorraine pour 300 florins d'argent,.
Henri-Jacques de Croes meurt, entouré de respect, à Bruxelles le 16 août 1786 à l'âge de 81 ans dont 42 ans passés au service de la cour,,,. Le musicologue belge Edmond Vander Straeten (1826-1895) souligne que « avec son inexactitude habituelle, Fétis place la mort de De Croes vers 1799 ».

## Œuvres
De Croes a écrit 36 messes, 69 motets, 28 symphonies, 32 sonates, des concertos, un opéra et un Requiem,.

### Musique instrumentale
- op. 1 Sei concerti e sei sonate a violino primo obligato, violino primo ripieno, violino secundo obligato, violino secundo ripieno, alto viola e basso continuo (dédiées à Son Altesse le Prince Charles De La Tour Tassis" (1734)[9]
- op. 2 Quatro concerti a flauto traverso o violino obligato e quatro divertimenti a quatro parti (dédiées à Son Altesse le Prince Charles De La Tour Tassis" (1737)[10]
- op. 3 Six sonates en trio (deux violons et basse continue dédiées à Son Altesse Monseigneur Le Prince Charles De La Tour Tassis (1752)[11]
- op. 4 Six sonates à quatre parties pour 1. et 2. violon, alto et basse continue, dédiées à son Altesse Royale Madame la Princesse d'Orange et de Nassau, Bruxelles, publié chez J. L. Krafft, 1747[12]
- op. 5 Six sonates en trio pour les violons, flûtes et basse continue, par Henry Jacques De Croes avec privilège du Roy. (1762-1768)

### Musique théâtrale
- Les Amours de Colin et de Colette opéra comique (4 novembre 1756 Bruxelles) (perdu)[3]

## Discographie
- Motteten (Motets), par la Capella Brugensis et le Collegium Instrumentale Brugense, dir. Patrick Peire (CD Eufoda 1358)
- Triosonates op.5 Nr.1-6 La sonate égarrés Ensemble BaroccoTout, Linn records, 2018